# 27 mars 1980
Le jeudi 27 mars 1980 est le 87e jour de l'année 1980.

## Naissances
- Anthony Davis, joueur de football américain
- Cesare Cremonini, acteur et chanteur italien
- Gianpaolo Bellini, footballeur italien
- Maksim Igorevich Chevtchenko, footballeur international kazakh
- Michaela Paštiková, joueuse de tennis tchèque
- Nicolas Duvauchelle, acteur français
- Nicolas Thépaut, skieur acrobatique français
- Osmar Aparecido de Azevedo, joueur de football brésilien
- Ziad Bakri, acteur palestinien
- Caerleon, cheval de course pur-sang anglais né aux États-Unis

## Décès
- Jane Chacun (née le 12 juillet 1908), Chanteuse française.
- Jean Forest (né le 25 septembre 1912), acteur français
- Philip W. Anderson (né le 23 juin 1915), monteur américain
- Steve Fisher (né le 29 août 1912), écrivain américain
- Wang Dazhi (né le 21 avril 1903), éducateur chinois

## Événements
- Début de l'Éruption du mont Saint Helens.
- En mer du Nord, en eaux norvégiennes, cent quarante-sept travailleurs du pétrole périssent quand la plate-forme Alexander-Kielland chavire.
- Création de la localité de Sominot aux Philippines
- Sortie de Star Trek, le film